# Pisco (alkohol)

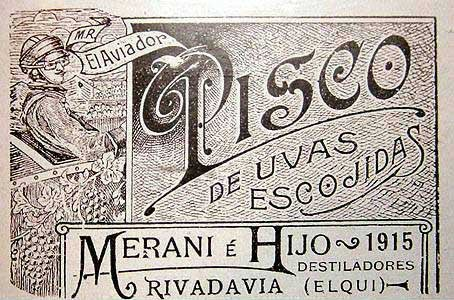
Etykieta chilijskiego pisco z 1915

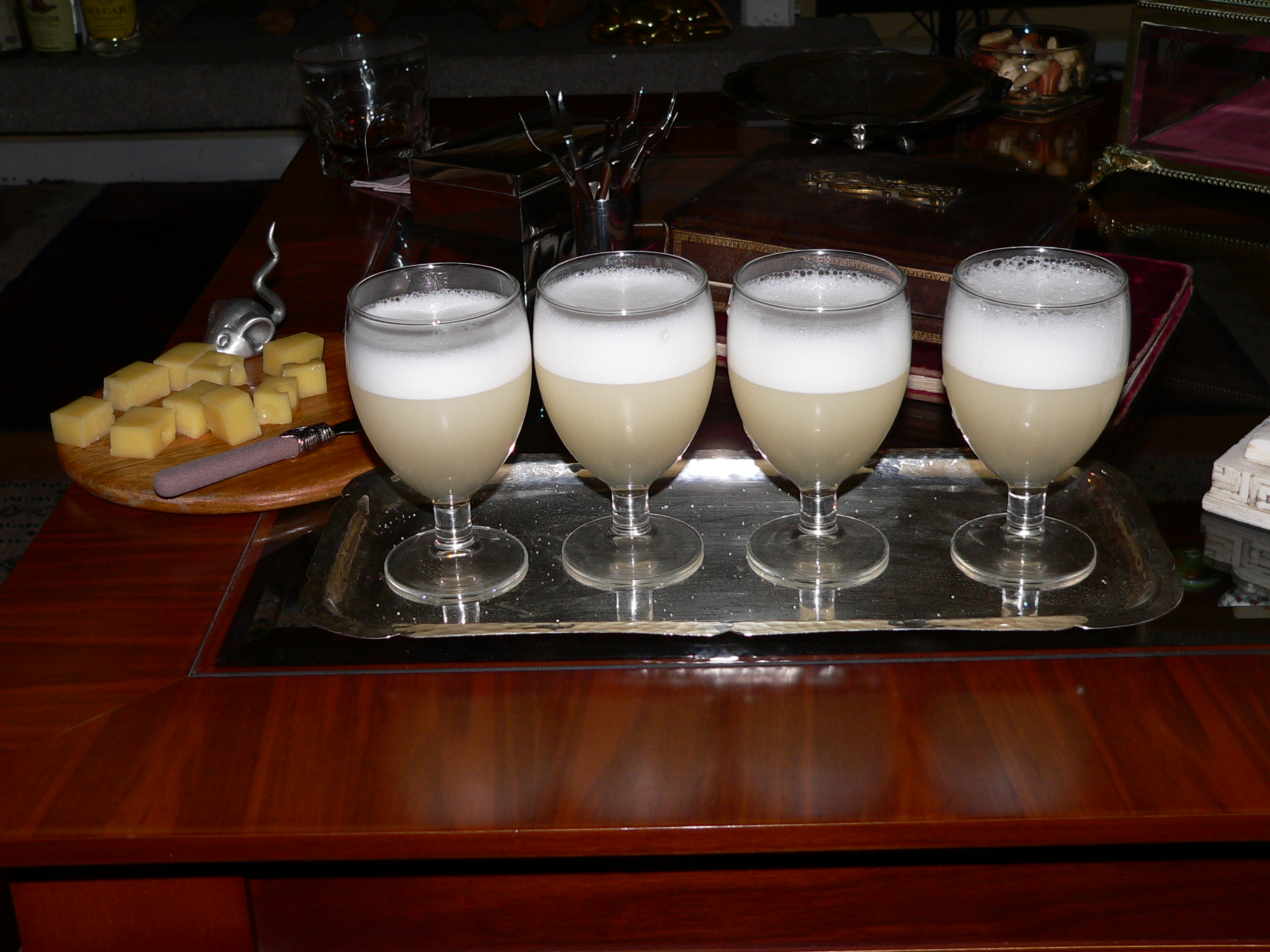
Koktajl pisco sour w Peru

Pisco – napój alkoholowy typu brandy (tzw. winiak), produkowany ze sfermentowanych i poddanych destylacji winogron. W Chile i Peru jest uważany za dobro narodowe; oba kraje toczą od wielu lat spór o pierwszeństwo powstania pisco, a tym samym o prawo do nadawania tej nazwy swoim produktom.
W Chile i Peru popularnymi koktajlami na bazie tego alkoholu są pisco cola i pisco sour (składa się na niego, oprócz alkoholu, sok z cytryny, cukier, białko jajka kurzego i lód).

## Historia
W Ameryce Południowej pisco pojawiło się w XVI wieku dzięki Hiszpanom, którzy przywieźli szczepy białych winogron oraz techniki destylacji alkoholu. Jednakże dokładne miejsce powstania napoju nie jest znane. Słowo "pisco" pochodzi od keczuańskiego słowa pishkos, oznaczającego małego ptaka, licznie występującego na terenie obecnego miasta Pisco na południu Peru, być może więc to miasto jest miejscem narodzin trunku. Do Chile pisco dotarło na przełomie XVII i XVIII wieku. Chilijczycy nie kwestionują pierwszeństwa Peru w powstaniu pisco, podkreślają jednak, że Chile produkuje ponad 30-krotnie więcej tego napoju i eksportuje go 3 razy więcej niż Peru, a statystyczny Chilijczyk wypija go ponad 20 razy więcej niż Peruwiańczyk. Zwracają także uwagę na fakt, że w czasach, gdy wyprodukowano pierwsze pisco, oba kraje, obecnie niezależne, wchodziły w skład jednego organizmu politycznego – kolonii hiszpańskiej o nazwie Wicekrólestwo Peru.
Spór o pisco doprowadził do embarga na import peruwiańskiego pisco w Chile w 1961 roku. W odpowiedzi, 30 lat później Peru wprowadziło analogiczne embargo na pisco z Chile, ponadto rozważa złożenie skargi na sąsiedni kraj do Światowej Organizacji Handlu.

## Produkcja
Do produkcji pisco w Chile wykorzystuje się winogrona pochodzące z odmian muscatów, np. Yellow Muscat, White Early Muscat, Alexandria Muscat, Muscat de Frontignan, Hamburg Muscat, Black Muscat, Pink Muscat, Canelli Muscat, Orange Muscat, a także inne odmiany, np. Torontel, Pedro Jiménez. Przed powstaniem mocnego alkoholu otrzymuje się wino o zawartości ok. 14%, powstałe z bardzo dojrzałych owoców białych winogron. W następnym etapie produkcji jest ono poddawane procesowi destylacji, dzięki któremu zawartość alkoholu wzrasta do 55-60%. Po kilkumiesięcznym leżakowaniu w dębowych beczkach jest rozcieńczane do 30-35% i rozlewane do butelek. Wyróżnia się następujące kategorie pisco: Regular, (30-35% alkoholu), Special, (35-40%), Reserve, (40-43%), Great lub Special reserve (43% i więcej).